# Динку-Маре
Динку-Маре (рум. Dâncu Mare) — село у повіті Хунедоара в Румунії. Входить до складу комуни Мертінешть.
Село розташоване на відстані 276 км на північний захід від Бухареста, 20 км на південний схід від Деви, 119 км на південь від Клуж-Напоки, 146 км на схід від Тімішоари.

## Населення
За даними перепису населення 2002 року у селі проживали 253 особи, з них 251 особа (99,2%) румунів. Рідною мовою 252 особи (99,6%) назвали румунську.